# حریم خصوصی (فیلم ۱۹۷۵)
حریم خصوصی یا حریم شخصی (به تامیلی: Andharangam) فیلمی هندی محصول سال ۱۹۷۵ و به کارگردانی موکتها سرینیواسان است. در این فیلم بازیگرانی همچون کمال حسن، یونی ماری، ماجور ساندراجان، ساویتری، مانوراما و سوکوماری ایفای نقش کرده‌اند.